# Itaboraià
L'Itaboraià és la tercera edat de l'escala d'edats sud-americanes de mamífers terrestres (SALMA). Començà fa 59 milions d'anys i s'acabà fa 57 milions d'anys. Segueix el Peligrà i precedeix el Riochicà. El seu nom deriva del de la formació Itaboraí, al Brasil.

## Formacions
| Formació tipus en negreta | Estat     | Conca                             |
| ------------------------- | --------- | --------------------------------- |
| Formació Itaboraí         | Brasil    | Conca d'Itaboraí                  |
| Formació de Bogotà        | Colòmbia  | Altiplà cundiboyacà               |
| Formació Cerrejón         | Colòmbia  | Conca Cesar-Ranchería             |
| Formació Chota            | Perú      | Conca de Bagua                    |
| Formació Koluel Kaike     | Argentina | Conca del golf de San Jorge       |
| Formació Las Flores       | Argentina | Conca del golf de San Jorge       |
| Formació Maíz Gordo       | Argentina | Conca de Salta                    |
| Formació Mogollón         | Perú      | Conca de Talara i conca de Tumbes |
| Formació Muñani           | Perú      | Conca de l'Altiplà                |